# Provincia Huesca
Huesca (în aragoneză Uesca, în catalană Osca) este o provincie în Aragon, nordul Spaniei. Capitala este Huesca.

Diviziunile Provinciei Huesca